# Біляниново
Біляни́ново (рос. Беляниново) — присілок у складі Митищинського міського округу Московської області, Росія.

## Населення
Населення — 1945 осіб (2010; 810 у 2002).
Національний склад (станом на 2002 рік):
- росіяни — 92 %